# Wongsak Malaipun
Wongsak Malaipun (taj. วังศักดิ์ มาลัยพรรณ; ur. 6 listopada 1935) – tajski strzelec, olimpijczyk. 
Brał udział w letnich igrzyskach olimpijskich w 1976 (Montreal). Startował w jednej konkurencji, w której zajął 41. miejsce ex aequo z kilkoma innymi zawodnikami.

## Wyniki olimpijskie
| Igrzyska | Konkurencja                       | Wynik                           | Miejsce     | Źródło |
| -------- | --------------------------------- | ------------------------------- | ----------- | ------ |
| IO 1976  | Karabin małokalibrowy leżąc, 50 m | 586 punktów (96-97-98-99-98-98) | 41T (na 78) | [ 1 ]  |